# ملعب فرانسو حريري
ملعب فرانسو حريري (بالکردیة: یاریگای فرانسو حەریری) هو ملعب يستخدم لمباريات كرة القدم لنادي اربيل العراقي يقع في أربيل (هەولیر) عاصمة اقلیم کردستان ويتسع لـ 20,000 متفرج. وقد شهد في شهر تموز 2009 مباراة بين العراق وفلسطين وبنتيجة 3_صفر للعراق وهي كانت بادرة في سبيل كسر الحظر الرياضي على إقامة مباريات تشارك فيها فرق دولية في العراق. بني ملعب فرانسو حريري تخليدا لذكرى اغتيال السياسي العراقي الآشوري فرانسو حريري .[1]

## روابط خارجية
- Kurdistan Football Association
- World Stadiums page